# Donacia malinovskyi
Donacia malinovskyi är en skalbaggsart som beskrevs av Ahrens 1810. Den ingår i släktet rörbockar och familjen bladbaggar.

## Beskrivning
En avlång skalbagge med vanligtvis grön- till guldglänsande mellankropp och metalliskt violetta täckvingar. Ibland kan både mellankropp och täckvingar vara bruna. Ben och antenner har rödbruna markeringar. Kroppslängden är 7 till 10 mm.

## Utbredning
Utbredningsområdet omfattar Mellan- och Östeuropa från Frankrike över Tyskland, Tjeckien, Slovakien, Ungern, Rumänien, Polen, Litauen, Vitryssland och Ukraina till nordvästra Ryssland. Arten har ej påträffats i Sverige eller Finland.

## Ekologi
Larverna utvecklas under vatten i sötvattenssamlingar. Värdväxter är framför allt jättegröe och andra glycerior, men också dyblad och bladvass.